# Świetlik wątły
Świetlik wątły (Euphrasia micrantha Rchb.) – gatunek rośliny należący do rodziny zarazowatych. Roślina pasożytnicza, zaliczana do półpasożytów, zdolna do przeprowadzania fotosyntezy. Jako gatunek rodzimy występuje w Europie, został także zawleczony do Ameryki Północnej.

## Morfologia
ŁodygaWzniesiona, cienka. delikatna, do 30 cm wysokości. Międzywęźla liczne.
LiścieDrobne, lśniące. Dolne liście tępe. Wyższe liście jajowate, ostre, ząbkowane, nagie.
KwiatyBiałe lub lila, długości 4-6 mm. Warga dolna z żółtą plamą i ciemnymi prążkami.
OwocTorebka pokryta delikatnymi, prostymi szczecinkami.

## Biologia i ekologia
Roślina jednoroczna. Rośnie na łąkach, wrzosowiskach i torfowiskach wysokich. Kwitnie od czerwca do września. Gatunek charakterystyczny związku Calluno-Genistion.

## Zagrożenia i ochrona
Roślina umieszczona na Czerwonej liście roślin i grzybów Polski (2006), w grupie gatunków rzadkich (kategoria zagrożenia R). W wydaniu z 2016 roku otrzymała kategorię VU (narażony).